# Juliette Lewis
Juliette Lewis (n. 21 iunie 1973) este o actriță americană de film și televiziune. A devenit cunoscută prin rolul său din Promontoriul groazei, pentru care a fost nominalizată la Premiul Oscar pentru cea mai bună actriță în rol secundar și Globul de Aur. A mai jucat în Necazurile lui Gilbert Grape, Născuți asasini, Strange Days, The Evening Star, Kalifornia, From Dusk till Dawn și The Other Sister.

## Discografie
- …Like a Bolt of Lightning  (2004)
- You're Speaking My Language  (2005)
- Four on the Floor (2006)
- Terra Incognita (2009)